# Erik Thorsteinsen Toft
Erik Thorsteinsen Toft (* 14. November 1992 in Elverum) ist ein norwegischer Handballspieler.

## Karriere

### Verein
Erik Thorsteinsen Toft lernte das Handballspielen in seiner Heimatstadt bei Elverum Håndball. Mit der ersten Mannschaft gewann der 1,92 m große linke Rückraumspieler zwischen 2012 und 2017 in jedem Jahr die Eliteserien. Zudem nahm er mit Elverum an der EHF Champions League teil. 2017 folgte der Wechsel nach Dänemark zu Mors-Thy Håndbold. Ab 2022 lief er dort für KIF Kolding auf. Im Sommer 2024 kehrte er zu Elverum Håndball zurück.

### Nationalmannschaft
In der norwegischen A-Nationalmannschaft debütierte Toft am 8. November 2020 beim 39:24-Auswärtssieg gegen Italien. Mit Norwegen belegte er den fünften Platz bei der Europameisterschaft 2022. Bei der Weltmeisterschaft 2023 stand er ebenfalls im Aufgebot.